# 26-XX
Classificazione delle ricerche matematiche: sezioni di livello 1

00-XX 01 03 05 06 08 | 11 12 13 14 15 16 17 18 19 20 22 | 26 28 30 31 32 33 34 35 37 39 40 41 42 43 44 45 46 47 49 | 
 51 52 53 54 55 57 58 | 60 62 65 68 | 70 74 76 78 | 80 81 82 83 85 86 | 90 91 92 93 94 97-XX
26-XX è la sigla della sezione di livello 1 dello schema di classificazione
MSC dedicata alle funzioni reali.
Questa pagina presenta la struttura ad albero delle sue sottocategorie dei livelli intermedio e dettagliato.

## 26-XX
funzioni reali
[vedi anche 54C30]
- 26-00 opere di riferimento generale (manuali, dizionari, bibliografie ecc.)
- 26-01 esposizione didattica (libri di testo, articoli tutoriali ecc.)
- 26-02 presentazione di ricerche (monografie, articoli di rassegna)
- 26-03 opere storiche {!va assegnato almeno un altro numero di classificazione della sezione 01-XX}
- 26-04 calcolo automatico esplicito e programmi (non teoria della computazione o della programmazione)
- 26-06 atti, conferenze, collezioni ecc.

## 26Axx
funzioni di una variabile
- 26A03 fondamenti: limiti e generalizzazioni, topologia elementare della linea
- 26A06 calcolo infinitesimale in una variabile
- 26A09 funzioni elementari
- 26A12 velocità di crescita delle funzioni, ordini di infinità, funzioni lentamente variabili [vedi anche 26A48]
- 26A15 continuità e questioni collegate (modulo di continuità, semicontinuità, discontinuità ecc.) {per le proprietà determinate da coefficienti di Fourier, vedi 42A16; per quelle determinate da proprietà di approssimazione, vedi 41A25, 41A27}
- 26A16 classi di Lipschitz (di Hölder)
- 26A18 iterazione [vedi anche 37Bxx, 37Cxx, 37Exx, 39B12, 47H10, 54H25]
- 26A21 classificazione delle funzioni reali; classificazione di Baire di insiemi e funzioni [vedi anche 03E15, 28A05, 54C50]
- 26A24 differenziazione (funzioni di una variabile): teoria generale, derivate generalizzate, teoremi di valore medio [vedi anche 28A15]
- 26A27 non differenziabilità (funzioni non differenziabili, punti di non differenziabilità), derivate discontinue
- 26A30 funzioni singolari, funzioni di Cantor, funzioni con altre proprietà speciali
- 26A33 derivate frazionali ed integrali frazionali
- 26A36 antidifferenziazione
- 26A39 integrali di Denjoy e di Perron, altri integrali speciali
- 26A42 integrali di Riemann, di Stieltjes e di Lebesgue [vedi anche 28-XX]
- 26A45 funzioni a variazione limitata, generalizzazioni
- 26A46 funzioni assolutamente continue
- 26A48 funzioni monotone, generalizzazioni
- 26A51 convessità, generalizzazioni
- 26A99 argomenti diversi dai precedenti, ma in questa sezione

## 26Bxx
funzioni di più variabili
- 26B05 questioni di continuità e di differenziazione
- 26B10 teoremi di funzione implicita, Jacobiani, trasformazioni con molte variabili
- 26B12 calcolo infinitesimale delle funzioni vettoriali
- 26B15 integrazione: lunghezza, area, volume [vedi anche 28A75, 51M25]
- 26B20 formule integrali (di Stokes, di Gauss, di Green ecc.)
- 26B25 convessità, generalizzazioni
- 26B30 funzioni assolutamente continue, funzioni a variazione limitata
- 26B35 proprietà speciali delle funzioni di molte variabili, condizioni di Hölder ecc.
- 26B40 rappresentazione e sovrapposizione? delle funzioni
- 26B99 argomenti diversi dai precedenti, ma in questa sezione

## 26Cxx
polinomi, funzioni razionali
- 26C05 polinomi: proprietà analitiche ecc. [vedi anche 12Dxx, 12Exx]
- 26C10 polinomi: localizzazione degli zeri [vedi anche 12D10, 30C15, 65H05]
- 26C15 funzioni razionali [vedi anche 14Pxx]
- 26C99 argomenti diversi dai precedenti, ma in questa sezione

## 26Dxx
disuguaglianze
{per le disuguaglianze massimali di funzioni, vedi 42B25; per le disuguaglianze funzionali, vedi 39B72; per le disuguaglianze probabilistiche, vedi 60E15}
- 26D05 disuguaglianze per funzioni trigonometriche e polinomi
- 26D07 disuguaglianze coinvolgenti altri tipi di funzioni
- 26D10 disuguaglianze coinvolgenti derivate, operatori differenziali e operatori integrali
- 26D15 disuguaglianze per somme, serie ed integrali
- 26D20 altre disuguaglianze analitiche
- 26D99 argomenti diversi dai precedenti, ma in questa sezione

## 26Exx
argomenti vari
[vedi anche 58Cxx]
- 26E05 funzioni analitiche reali [vedi anche 32B05, 32C05]
- 26E10 funzioni C&infty;, funzioni quasi analitiche [vedi anche 58C25]
- 26E15 calcolo infinitesimale delle funzioni definite in spazi di dimensione infinita [vedi anche 46G05, 58Cxx]
- 26E20 calcolo infinitesimale delle funzioni con valori in spazi di dimensione infinita [vedi anche 46E40, 46G10, 58Cxx]
- 26E25 funzioni aventi insiemi come valori [vedi anche 28B20, 54C60] {per l'analisi nonliscia, vedi 49J52, 58Cxx, 90Cxx}
- 26E30 analisi non Archimedea [vedi anche 12J25]
- 26E35 analisi non standard [vedi anche 03H05, 28E05, 54J05]
- 26E40 analisi reale costruttiva [vedi anche 03F60]
- 26E50 analisi reale sfumata [vedi anche 03E72, 28E10]
- 26E60 medie [vedi anche 47A64]
- 26E70 analisi reale su scale di tempi o catene di misure {per equazioni dinamiche su scale di tempi o catene di misure vedi 34N05}
- 26E99 argomenti diversi dai precedenti, ma in questa sezione